# Otterstad
Otterstad är en småort i Lidköpings kommun i Västergötland.
Otterstad är kyrkby i Otterstads socken på Kållandsö. Otterstads kyrka byggdes 1854 efter ritningar av Albert Törnqvist.
Namnet Otterstad, som är belagt från 1283, innehåller mansnamnet Ottar och plural av stadher, som betyder 'plats' eller 'ställe'.